# Bradlja
Bradlja je gimnastično orodje, ki se uporablja pri moški gimnastiki. Orodje je sestavljeno iz dveh drogov, izdelanih iz jekla, oblečenega v leseno oblogo ali iz plastične mase ali kompozitnih materialov, pritrjenih na kovinsko ogrodje. 

## Dimenzije orodja
Dimenzije orodja po FIG:
- Višina 200 cm (vključno s cca 20 cm visoko blazino)
- Dolžina 350 cm
- Razdalja med drogoma 42 cm - 52 cm (nastavljivo)